# Anarta citrina
Anarta citrina là một loài bướm đêm trong họ Noctuidae.